# Explorer–2
Az Explorer–2 (angol: felfedező) amerikai tudományos, Földmegfigyelő műhold.

## Küldetés
Az amerikai űrkutatás (darabszámban, tudományos eredményekben) legnagyobb űrkutatási programjának része. A műholdat a pasadenai Jet Propulsion Laboratory (JPL), a California Institute of Technology űrkutatási laboratóriuma készítette. Feladata lett volna az Explorer–1 által felfedezett Van Allen öv létének mérésekkel történő ellenőrzése. Technikai okok miatt a hordozórakéta felrobbant.

## Jellemzői
1958. március 5-én a Kennedy Űrközpontból az LC-26A indítóállásról, egy Jupiter–C interkontinentális ballisztikus rakéta feljavított változatával, a Juno I hordozórakétával indították Föld körüli pályára. Hasznos tömege 14,5 kilogramm.
A szonda főműszere egy Geiger-Müller számláló volt, amely a kozmikus sugárzást volt hivatott mérni. A műszerek között a kozmikus sugárzás detektoron kívül egy belső hőmérséklet érzékelő, két külső hőmérséklet érzékelő, egy orrkúp hőmérő, egy mikrometeorit-becsapódás érzékelő mikrofon és egy mikrometeorit-erózió mérő volt.